# 2011 OR17
2011 OR17, também escrito como 2011 OR17, é um corpo celestial que é classificado como um damocloide. O mesmo possui uma magnitude absoluta de 17,9 e tem um diâmetro com cerca de 11 km. 2011 OR17 foi descoberto no dia 29 de julho de 2011 pelo Siding Spring Survey.
A órbita de 2011 OR17 tem uma excentricidade de 0,988 e possui um semieixo maior de 224,399 UA. O seu periélio leva o mesmo a uma distância de 3,098 UA em relação ao Sol e seu afélio a 533,885 UA.